# لوسی برنز
لوسی برنز (به انگلیسی: Lucy Burns) (۲۸ ژوئیه ۱۸۷۹ در بروکلین، نیویورک — ۲۲ دسامبر ۱۹۶۶ در بروکلین، نیویورک) مبارز جنبش حق رأی زنان در ایالات متحده، فعال حقوق زنان در آمریکا و بریتانیا، و بنیانگذار حزب ملی زنان آمریکا همراه با آلیس پال بود.
آنها استراتژی‌های مدنی و بی‌خشونت را به کار گرفتند تا زنان را برای جنبش حق رأی زنان بسیج کنند، با پارلمان و رئیس‌جمهور مذاکره کردند، کارناوال و راهپیمایی برگزار کردند، روبروی کاخ سفید تحصن کردند، زندان رفتند، در مطبوعات نوشتند، و سرانجام در ۲۶ اوت ۱۹۲۰، در نوزدهمین اصلاح قانون اساسی آمریکا حق رأی زنان را به دست آوردند.

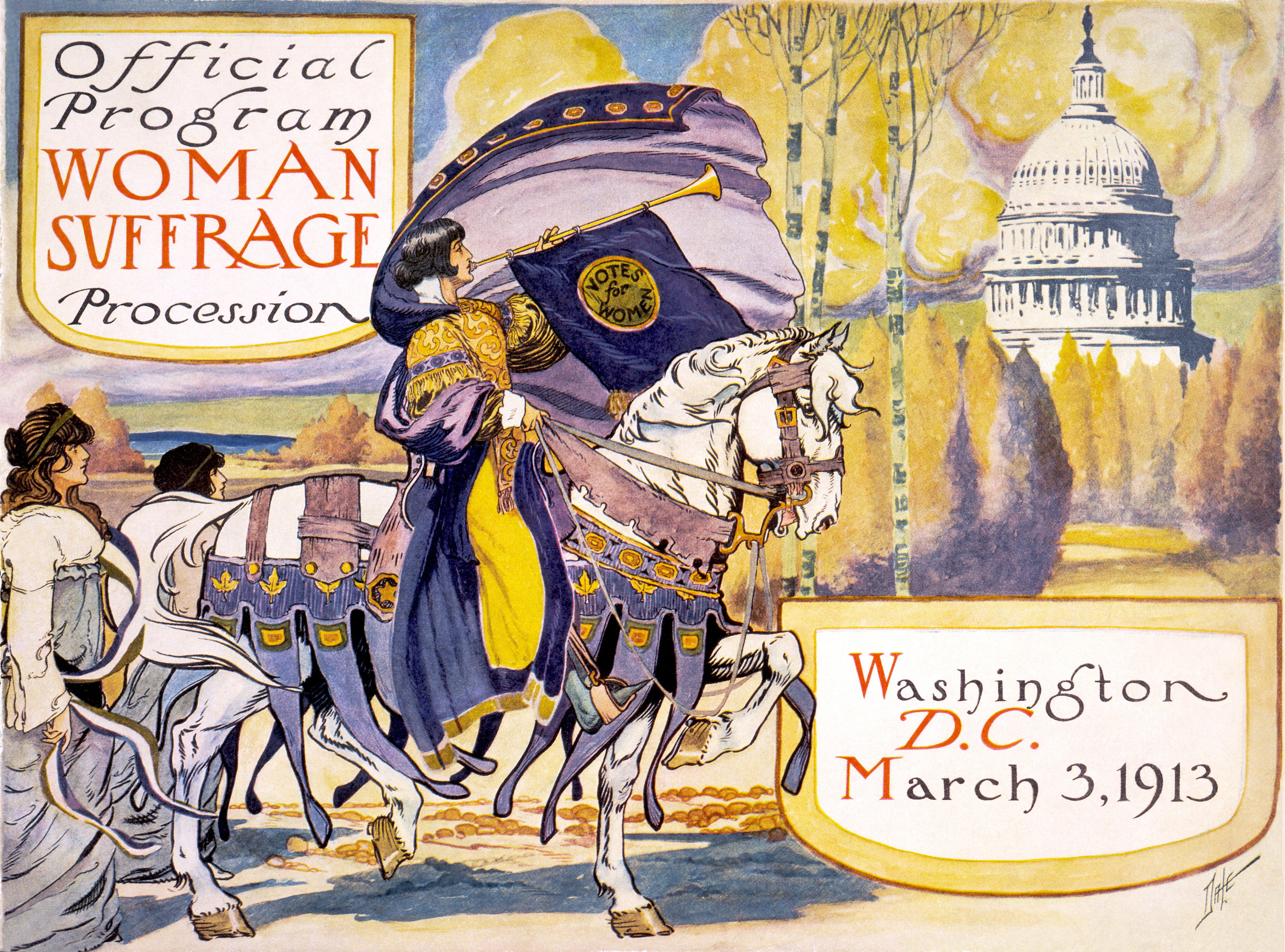
جلد برنامهٔ راهپیمایی حق رای زنان در ۱۹۱۳

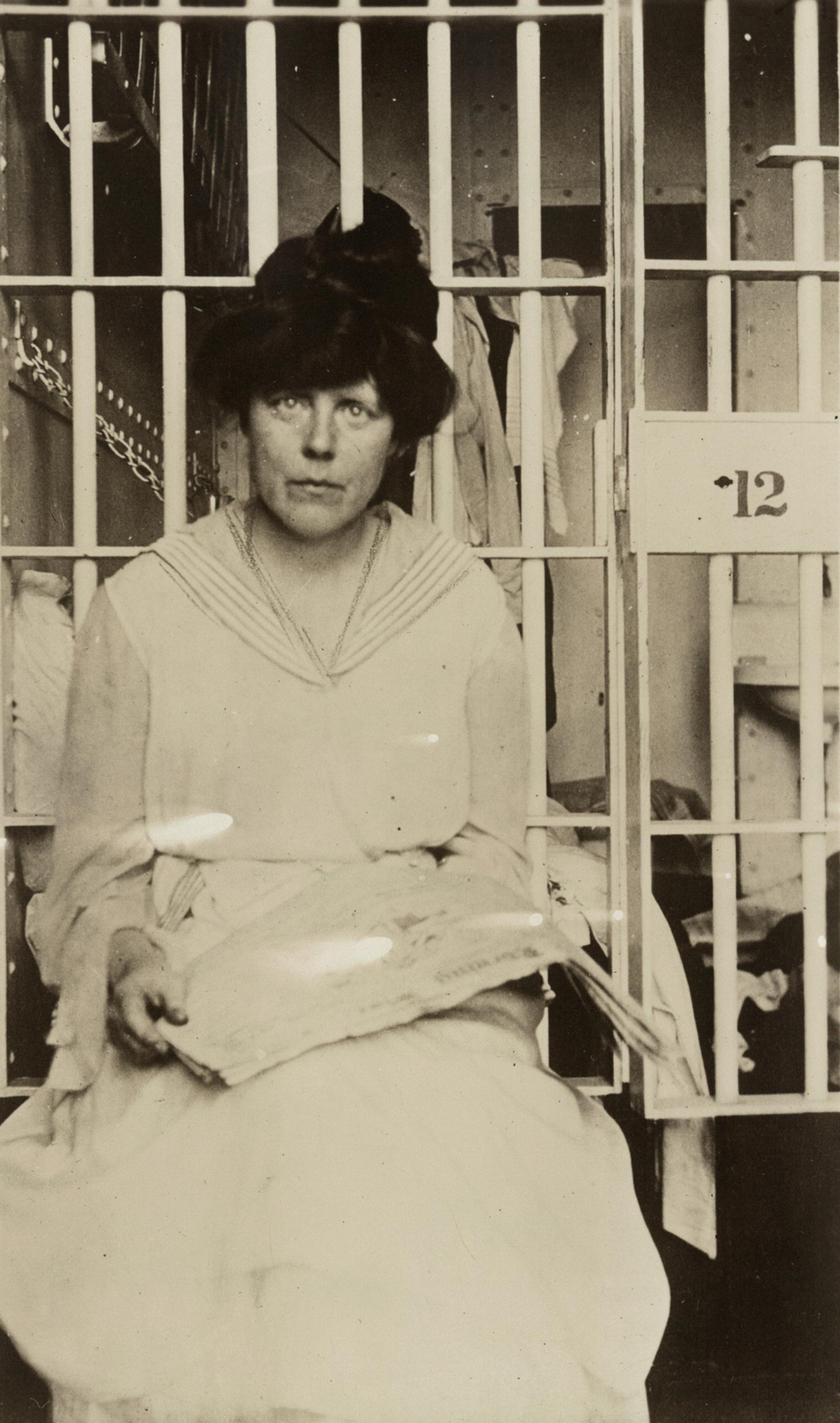
لوسی برنز در زندان